# Shah Berunai
Shah Berunai est le neuvième sultan de Brunei. Il règne de 1581 à sa mort en 1582.